# Banco Santander
Banco Santander (BS, uitspraak Santander) is een Spaanse bank en is onderdeel van de Grupo Santander. Banco Santander is de grootste bank van de Eurozone in termen van marktwaarde en een van de grootste ter wereld. De bank staat onder andere genoteerd aan de NYSE en Euronext en maakt onderdeel uit van de IBEX-35 aandelenindex. De groep heeft zich de afgelopen jaren door een aantal overnames flink uitgebreid, met vestigingen in Europa, Latijns-Amerika, Noord-Amerika en Azië.

## Activiteiten
Het hoofdkantoor van de bank staat in Spanje, maar het bedrijf is internationaal actief. De bank telde in dat jaar 207.000 medewerkers en 173 miljoen klanten. Het had een balanstotaal van ruim € 1800 miljard. Spanje had in 2024 een winstbijdrage van bijna 30% aan het totaal, gevolgd door Brazilië met 20%. Naast activiteiten in andere Spaanstalige landen als Mexico, Chili en Argentinië zijn het Verenigd Koninkrijk en Polen ook nog belangrijk.
De aandelen van de bank zijn beursgenoteerd. Per eind 2021 had het een marktkapitalisatie van € 50 miljard euro. Gemeten naar beurswaarde was het de tweede bank in de Eurozone en stond het wereldwijd op de 34e plaats. De leiding is in handen van Ana Botín, de dochter van de voormalige topman Emilio Botín.

## Geschiedenis
Banco Santander Central Hispano ontstond in 1999 na de fusie van de Banco Santander (1857) en de Banco Central Hispano (BCH), die op zijn beurt ontstond in 1991 na de fusie van Banco Central (1919) en Banco Hispanoamericano (1900). In 2008 werd de naam veranderd in Banco Santander.
Banco Santander nam in 2004 de Britse hypotheekbank Abbey National over voor € 13,6 miljard. In dat jaar had Abbey ongeveer 10% van de Britse hypotheekmarkt in handen, het telde 1,8 miljoen klanten en 740 filialen. Om de positie verder te versterken nam Santander in 2008 voor € 1,6 miljard ook de hypotheekbank Alliance & Leicester (A&L) over. Door de kredietcrisis en problemen op de Amerikaanse en Engels huizenmarkt was A&L in de problemen gekomen. Santander gaf geen geld aan de A&L aandeelhouders, maar ruilde de aandelen A&L voor eigen aandelen. Santander heeft A&L en Abbey samengebracht in een organisatie.
In oktober 2007 nam Santander, samen met Royal Bank of Scotland en Fortis, de ABN AMRO over. De Spaanse bank hield hieraan de Italiaanse, Antonveneta, en Braziliaanse dochterondernemingen van ABN AMRO over waarvoor het € 12 miljard betaalde. Door een aandelenemissie had Santander al € 11 miljard opgehaald om de aankoop te financieren. Santander-topman Emilio Botín had de aankoop van Antonveneta verdedigd als een entree op de Italiaanse markt, waar in de komende jaren interessante bankovernames worden verwacht.
Nog geen vier weken later, op 8 november 2007, werd Antonveneta voor € 9 miljard doorverkocht aan de Italiaanse bank Monte dei Paschi di Siena. Op de transactie behaalde Santander een winst van € 2,4 miljard. Santander verklaarde dat Antonveneta bij nader inzien te klein was om op adequate manier in Italië een sterke marktpositie op te bouwen en daarom flinke investeringen vereiste. De boekwinst had de vermogensverhoudingen van Santander aanzienlijk verbeterd en maakte een verdere kapitaalemissie van € 3 à 4 miljard overbodig. Na deze verkoop bleef Santander eigenaar van de kleinere Italiaanse bank Interbanca en de Banco Real de Brasil.
Medio 2008 verkocht General Electric een deel van zijn Europese activiteiten op het gebied van consumentenbankieren aan Santander. In ruil deed Santander zijn Italiaanse dochter voor zakelijke klanten Interbanca over. Interbanca was een onderdeel van de ABN AMRO-dochter Antonveneta. De waarde van elke transactie werd geschat op ongeveer € 1 miljard.
In 2011 kocht het van Allied Irish Banks het belang in de Poolse bank Zachodni WBK voor € 2,9 miljard, plus nog eens € 150 miljoen voor 50% van de vermogensbeheerder BZ WBK. In 2013 ging de bank samen met Kredyt Bank en Zachodni waarmee Santander de op twee na grootste bank van Polen werd.
Tijdens de kredietcrisis kwam de Spaanse bank in financiële problemen. De European Banking Authority maakte op 8 december 2011 bekend dat Santander € 15,3 miljard aan nieuw kapitaal moest ophalen, dit was het hoogste bedrag van alle Europese banken.
Op 7 juni 2017 werd de overname van de noodlijdende Banco Popular aangekondigd. Banco Popular, de zesde bank van Spanje, was de voorgaande jaren in grote problemen geraakt door de crisis op de Spaanse huizenmarkt. Banco de España en de Europese Single Resolution Board hebben al toestemming gegeven voor de overname. Santander betaalt slechts een euro, maar moet desondanks voor € 7 miljard aan nieuw kapitaal ophalen. Banco Popular telde in 2016 bijna 12.000 medewerkers waarvan 90% in Spanje. Het heeft vooral een groot marktaandeel in de kredietverlening voor het midden- en kleinbedrijf. Het balanstotaal van Banco Popular bedroeg € 148 miljard per jaareinde 2016, waarvan € 11 miljard eigen vermogen. Het had voor € 20 miljard aan slechte leningen uitstaan, voor de helft hiervan waren voorzieningen getroffen. In 2016 leed het een fors verlies van € 3,5 miljard, mede door € 5 miljard aan extra afboekingen op slechte leningen, onroerend goed en goodwill.
In september 2024 verkocht Santander een belang van 5% in de Poolse dochteronderneming, Santander Bank Polska, voor € 600 miljoen. Santander Polska Bank is de derde bank in Polen gemeten naar balanstotaal. In mei 2025 werd bekend dat de Oostenrijkse Erste Group een belang van 49% gaat kopen in de Poolse bank. Erste is bereid hiervoor € 7 miljard te betalen aan Santander. Er moet nog toestemming worden verleend, waardoor de transactie pas tegen het einde van het jaar wordt afgerond. Na de afronding heeft Santander nog een klein minderheidsbelang in Santander Bank Polska.
In juli 2025 sloot Santander een overeenkomst met Banco Sabadell om TSB Banking Group over te nemen voor £ 2,65 miljard. Met deze koop versterkt Santander haar positie en wordt de op twee na grootste bank in het Verenigd Koninkrijk. Met de koop komen vijf miljoen TSB klanten en 5000 medewerkers bij Santander. TSB was vanaf 2015 een onderdeel van de Spaanse Sabadell Group.

## Sponsoring
- Santander heeft in de periode van 2007 tot 2017 twee Formule 1 teams gesponsord, dat begon bij McLaren, en daarna volgde Scuderia Ferrari.
- Na 11 succesvolle jaren in Formule 1 besloten ze zich te gaan richtten op voetbal, in 2018 werden ze officieel sponsor van de Champions League, naast de Champions League de grootste voetbal competitie na het WK, sponsoren ze ook de Copa Libertadores (ook wel de Conmebol Libertadores genoemd), en de Primera Division (ook wel de La Liga genoemd).